# Christian de Schaumbourg-Lippe (1898-1974)
Pour les articles homonymes, voir Christian de Schaumbourg-Lippe.
Le prince Christian de Schaumbourg-Lippe (allemand : Christian zu Schaumburg-Lippe, né le 20 février 1898 à Sopron, en Hongrie et mort le 13 juillet 1974 à Bückeburg, Basse-Saxe, Allemagne), est un prince allemand et chef de la branche de Náchod de la maison princière de Schaumbourg-Lippe.
Il est le fils unique et le deuxième enfant de Frédéric de Schaumbourg-Lippe (1868-1945) et de sa première épouse de Schaumbourg-Lippe, la plus jeune sœur du roi Christian X de Danemark.

## Mariage et descendance
En 1927, ses fiançailles avec Irène de Grèce (1904-1974), fille de Constantin Ier de Grèce sont annoncées. Ce projet n'a, cependant, jamais abouti. Elle épouse en 1939 le prince Aymon de Savoie-Aoste.
Le 9 septembre 1937, Christian de Schaumbourg-Lippe épouse sa cousine, Feodora de Danemark, fille de Harald de Danemark, un frère cadet du roi Christian X et de la princesse Louise, au palais de Fredensborg, Zélande, Danemark,,, ils ont quatre enfants :
- Guillaume de Schaumbourg-Lippe (né le 19 août 1939) ;
- Waldemar de Schaumbourg-Lippe (né le 19 décembre 1940 et mort le 11 août 2020) ;
- Marie de Schaumbourg-Lippe (née le 27 décembre 1945) ;
- Harald de Schaumbourg-Lippe (né le 27 mars 1948).

Christian de Schaumbourg-Lippe meurt en 1974, un an avant sa femme. Ses quatre enfants vivent en Allemagne et au Danemark.